# Österreichischer Filmpreis 2020

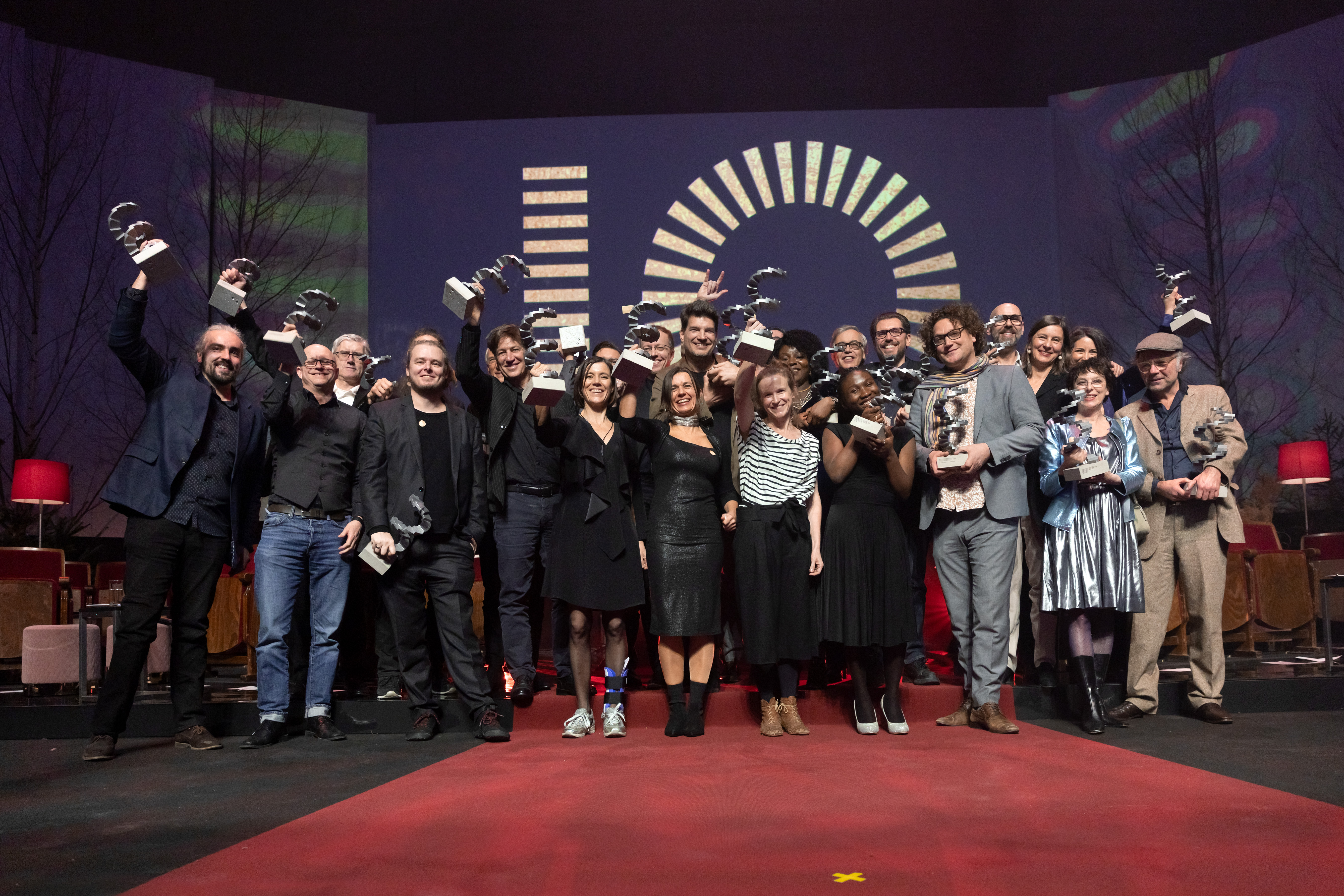
Preisträger des Österreichischen Filmpreises 2020

Die Verleihung der Österreichischen Filmpreise 2020 durch die Akademie des Österreichischen Films fand am 30. Jänner 2020 im Auditorium des Schlosses Grafenegg in Niederösterreich statt. Die Nominierungen wurden am 4. Dezember 2019 bekanntgegeben. Die meisten, in insgesamt zehn Kategorien, erhielt Little Joe von Jessica Hausner, gefolgt von Der Boden unter den Füßen von Marie Kreutzer mit sieben und Joy sowie Nevrland mit je sechs Nominierungen. Die Preisverleihung wurde von Salka Weber und Markus Schleinzer in der Regie von Mirjam Unger moderiert.
2020 wurde erstmals ein Preis für den publikumsstärksten Film verliehen, der mit über 141.000 gelösten Eintrittskarten an Love Machine ging. Erstmals verliehen wurde auch der Ehrenpreis für Verdienste an der Akademie, Preisträger war Josef Aichholzer. Mit insgesamt vier Preisen in den Kategorien Bester Spielfilm, Beste Regie, Bestes Drehbuch und Beste weibliche Darstellerin erhielt der Film Joy von Sudabeh Mortezai die meisten Auszeichnungen. Der Preis für den besten Dokumentarfilm ging ex aequo an Erde von Nikolaus Geyrhalter und Inland von Ulli Gladik. Je drei Preise erhielten Nevrland und Little Joe.

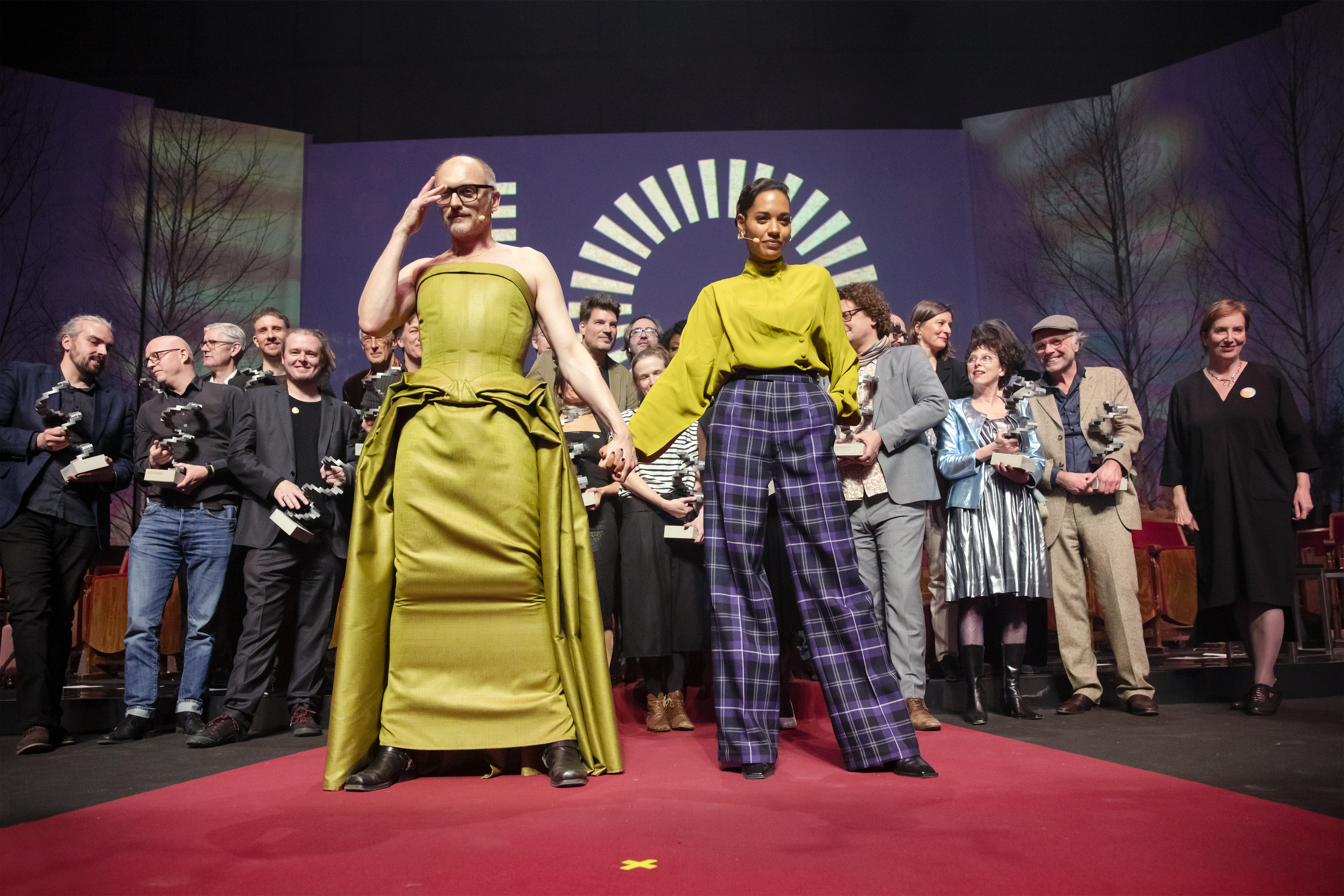
Die Moderatoren Salka Weber und Markus Schleinzer mit den Preisträgern

| Film                                        | Nominierungen | Auszeichnungen |
| ------------------------------------------- | ------------- | -------------- |
| Little Joe                                  | 10            | 3              |
| Der Boden unter den Füßen                   | 7             | 1              |
| Joy                                         | 6             | 4              |
| Nevrland                                    | 6             | 3              |
| Gipsy Queen                                 | 3             | 1              |
| Kaviar                                      | 3             | 0              |
| Wie ich lernte, bei mir selbst Kind zu sein | 3             | 1              |
| Erde                                        | 2             | 1              |
| Nobadi                                      | 2             | 0              |
| Ein wilder Sommer – Die Wachausaga          | 2             | 0              |

## Eingereichte Filme
Teilnahmekriterien der Spiel- und Dokumentarfilme waren ein Kinostart im Zeitraum Oktober 2018 bis November 2019 und der Nachweis einer erheblichen österreichischen kulturellen Prägung. Kurzfilme qualifizierten sich auf Grund von Auszeichnungen und Festivalerfolgen des vergangenen Jahres. Aus den Einreichungen wählen die ordentlichen Mitglieder der Akademie des Österreichischen Films die Nominierungen für Filme und Einzelleistungen in 16 Preiskategorien. Insgesamt wurden 38 österreichische Langfilme, davon 16 Spiel- und 22 Dokumentarfilme, sowie 18 Kurzfilme eingereicht.

### Spielfilme
1. Aufbruch (Regie: Ludwig Wüst)
2. Der Boden unter den Füßen
3. Ein wilder Sommer – Die Wachausaga
4. Der Gast (Regie: Houchang Allahyari)
5. Gipsy Queen
6. Joy
7. Kalte Füße
8. Kaviar
9. Die Kinder der Toten
10. Lillian (Regie: Andreas Horvath)
11. Little Joe – Glück ist ein Geschäft
12. Nevrland
13. Nobadi
14. Strawberry Moments (Regie: Renate Woltron)
15. To the Night
16. Wie ich lernte, bei mir selbst Kind zu sein

### Dokumentarfilme
1. Backstage Wiener Staatsoper – Regie Stephanus Domanig
2. Bewegungen eines nahen Bergs – Regie Sebastian Brameshuber
3. Born in Evin – Regie Maryam Zaree
4. Die Burg – Regie Hans Andreas Guttner
5. Erde – Regie Nikolaus Geyrhalter
6. Das erste Jahrhundert des Walter Arlen – Regie Stephanus Domanig
7. Gehört, Gesehen – Ein Radiofilm – Regie Jakob Brossmann, David Paede
8. Inland – Regie Ulli Gladik / Ulrike Gladik
9. Kinder unter Deck – Regie Bettina Henkel
10. Kino Wien Film – Regie Paul Rosdy
11. Mabacher – #ungebrochen – Regie Stefan Wolner
12. Manaslu – Berg der Seelen – Regie Gerald Salmina
13. Ohne Bekenntnis – Regie Sandeep Kumar
14. Refugee Lullaby – Regie Ronit Kertsner
15. Sea Of Shadows – Regie Richard Ladkani
16. Sie ist der andere Blick – Regie Christiana Perschon
17. Der Stoff, aus dem Träume sind – Regie Lotte Schreiber, Michael Rieper
18. Die Tage wie das Jahr – Regie Othmar Schmiderer
19. The Remains – Nach der Odyssee – Regie Nathalie Borgers
20. The young man and the sea – Regie Peter Eipeldauer
21. Ute Bock Superstar – Regie Houchang Allahyari
22. Welcome to Sodom – Regie Florian Weigensamer, Christian Krönes

### Kurzfilme
1. 60 Elephants. Episodes Of A Theory – Michael Klein, Sasha Pirker
2. Algo-Rhythm – Manu Luksch
3. Animistica – Nikki Schuster
4. Apfelmus – Alexander Gratzer
5. Boomerang – Kurdwin Ayub
6. Cavalcade – Johann Lurf
7. Dont know what – Thomas Renoldner
8. Eigentlich vergangen – Nicole Foelsterl
9. Ene Mene – Raphaela Schmid
10. Favoriten – Martin Monk
11. Freigang – Martin Winter
12. It has to be lived once and dreamed twice – Rainer Kohlberger
13. Phantom Ride Phantom – Siegfried A. Fruhauf
14. Remapping the Origins – Johannes Gierlinger
15. Sabaudia – Lotte Schreiber
16. Soap&Skin – Italy & (This Is) Water – Ioan Gavriel, Anja F. Plaschg
17. The Woman Who Turns Into A Castle – Kathrin Steinbacher
18. Wreckage Takes A Holiday – Jennifer Mattes

## Preisträger und Nominierte

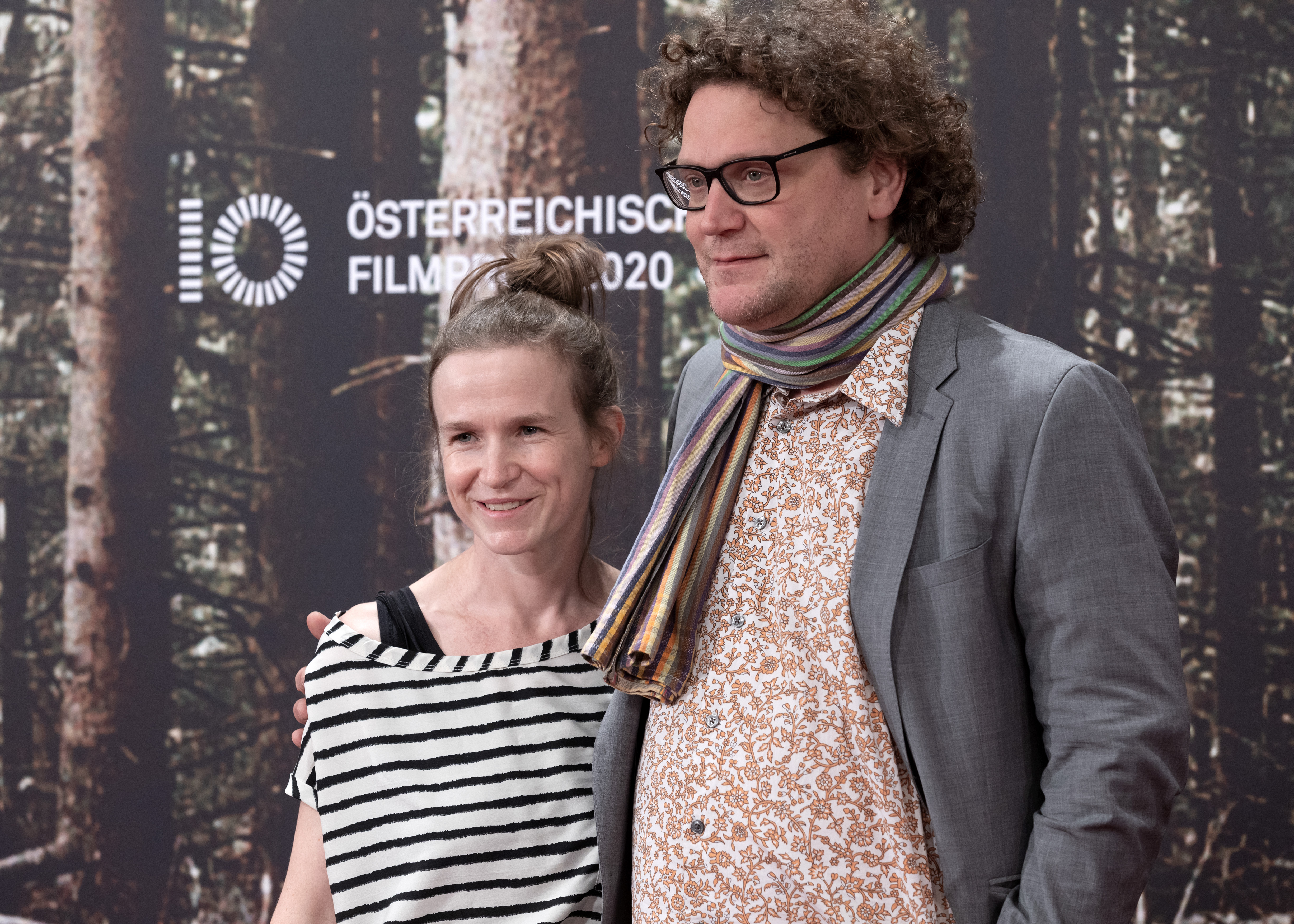
Sabine Moser und Oliver Neumann

### Bester Spielfilm
- Joy – Produktion Oliver Neumann, Sabine Moser, Regie Sudabeh Mortezai
  - Der Boden unter den Füßen – Produktion Alexander Glehr, Franz Novotny, Regie Marie Kreutzer
  - Little Joe – Produktion Bruno Wagner, Bertrand Faivre, Philippe Bober, Martin Gschlacht, Jessica Hausner, Gerardine O’Flynn, Regie Jessica Hausner

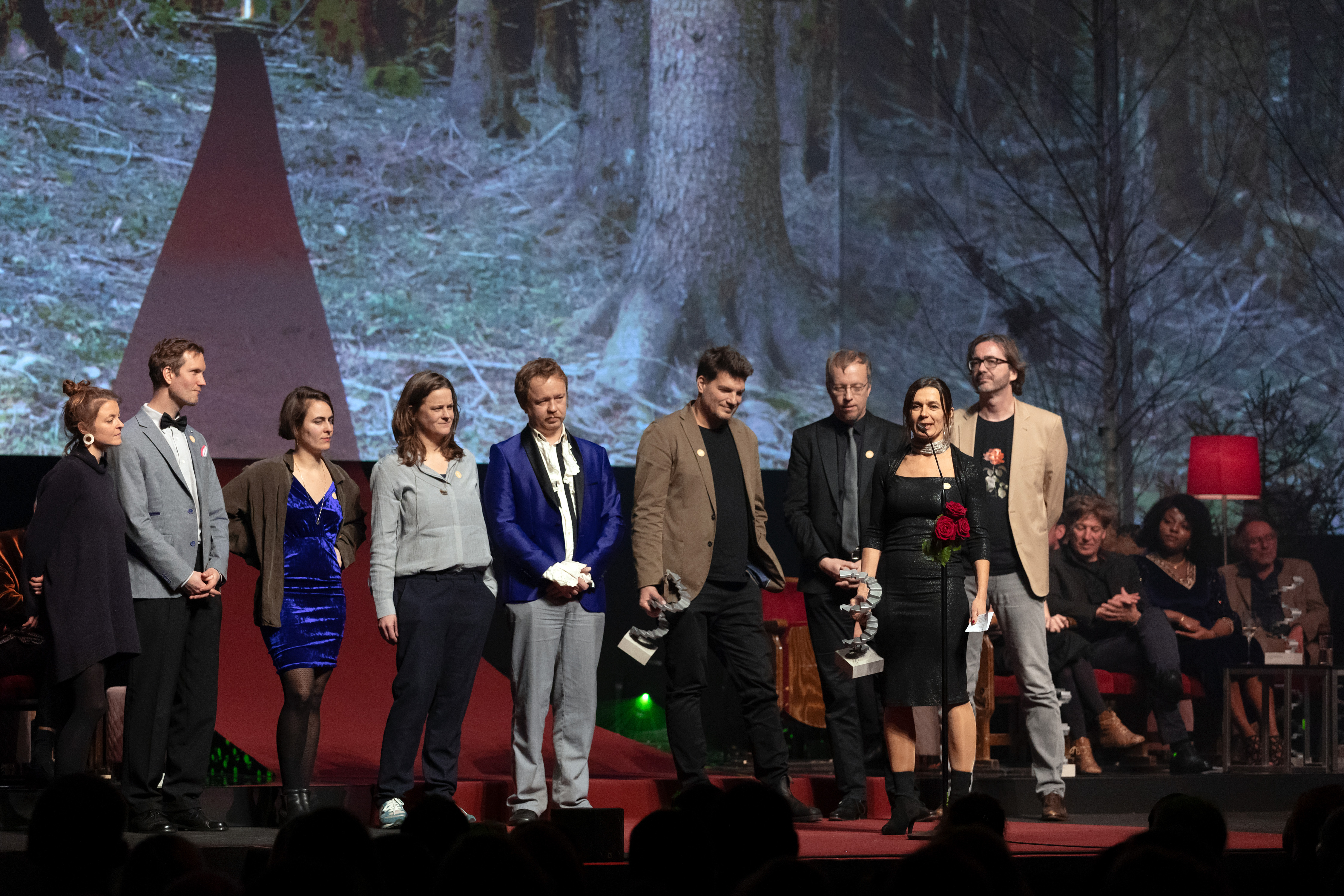
Die Produktionsteams von Erde und Inland

### Bester Dokumentarfilm
- Erde – Produktion Michael Kitzberger, Markus Glaser, Wolfgang Widerhofer, Nikolaus Geyrhalter, Regie Nikolaus Geyrhalter
- Inland – Produktion und Regie Ulli Gladik
  - Bewegungen eines nahen Bergs – Produktion Ralph Wieser, David Bohun, Sebastian Brameshuber, Regie Sebastian Brameshuber
  - Gehört, gesehen – Ein Radiofilm – Produktion Markus Glaser, Wolfgang Widerhofer, Michael Kitzberger, Nikolaus Geyrhalter, Jakob Brossmann, David Paede, Regie Jakob Brossmann, David Paede

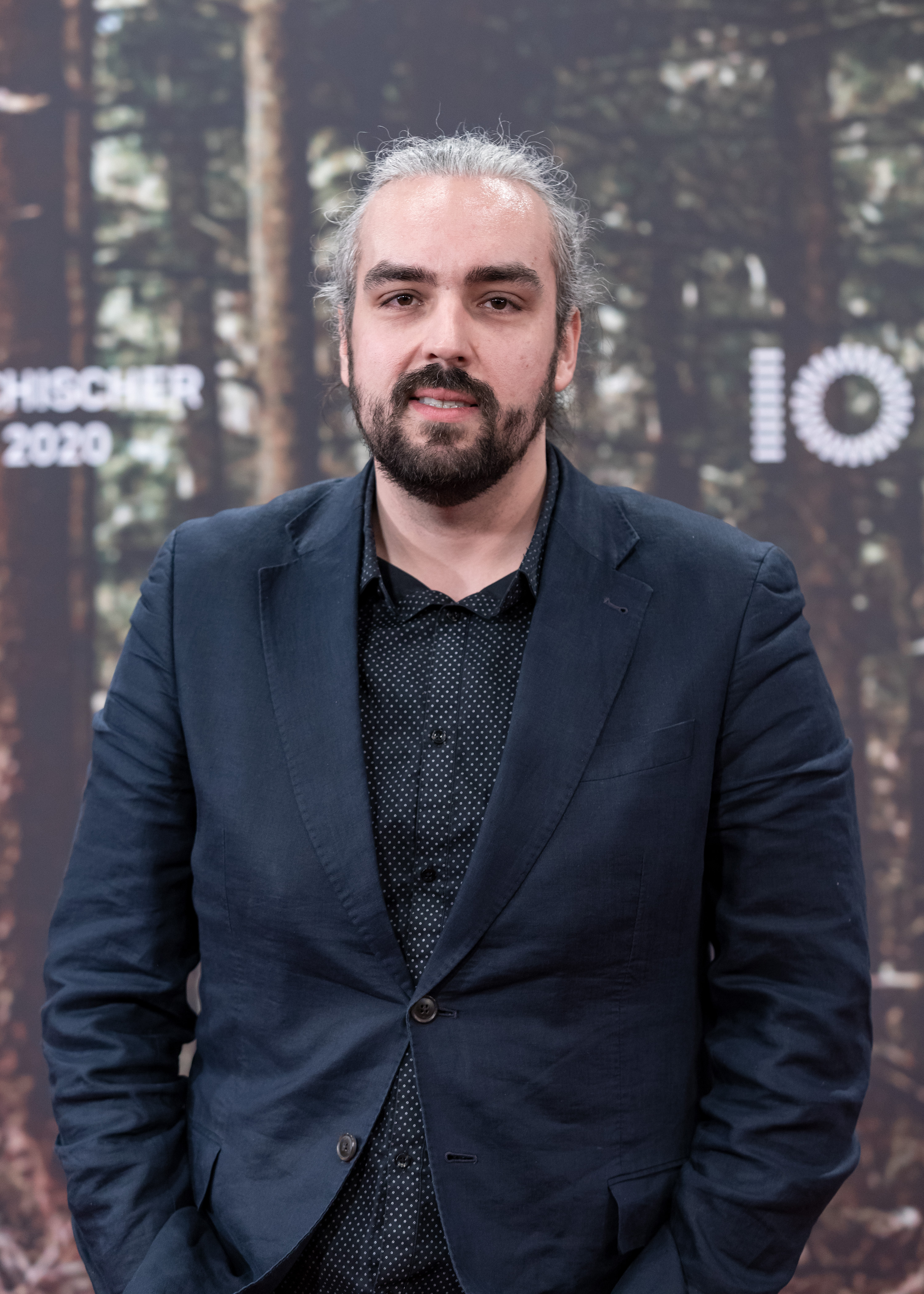
Martin Winter

### Bester Kurzfilm

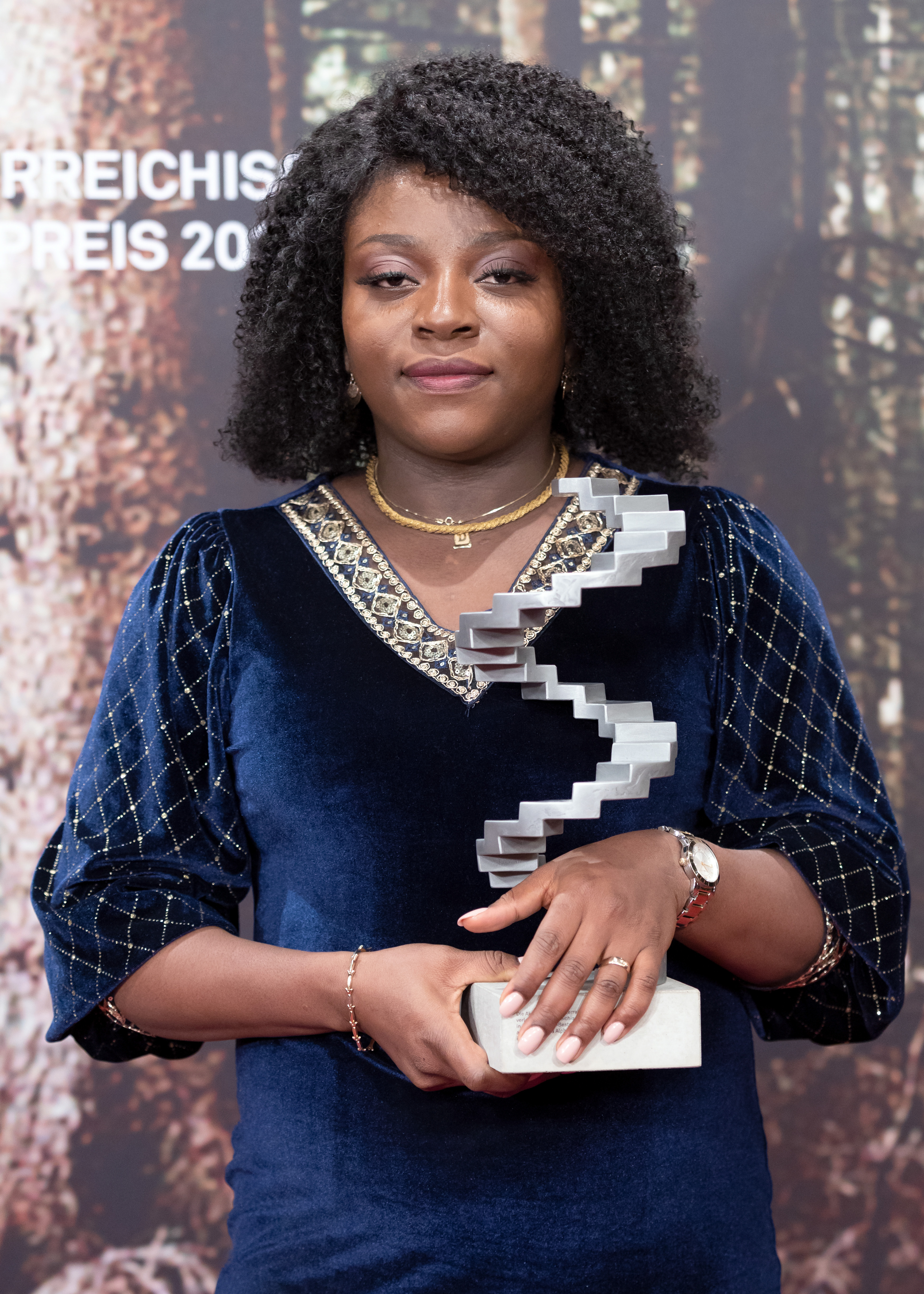
Joy Alphonsus

- Freigang von Martin Winter
  - Apfelmus von Alexander Gratzer
  - Boomerang von Kurdwin Ayub

### Beste weibliche Darstellerin
- Joy Alphonsus für Joy
  - Emily Beecham für Little Joe
  - Valerie Pachner für Der Boden unter den Füßen

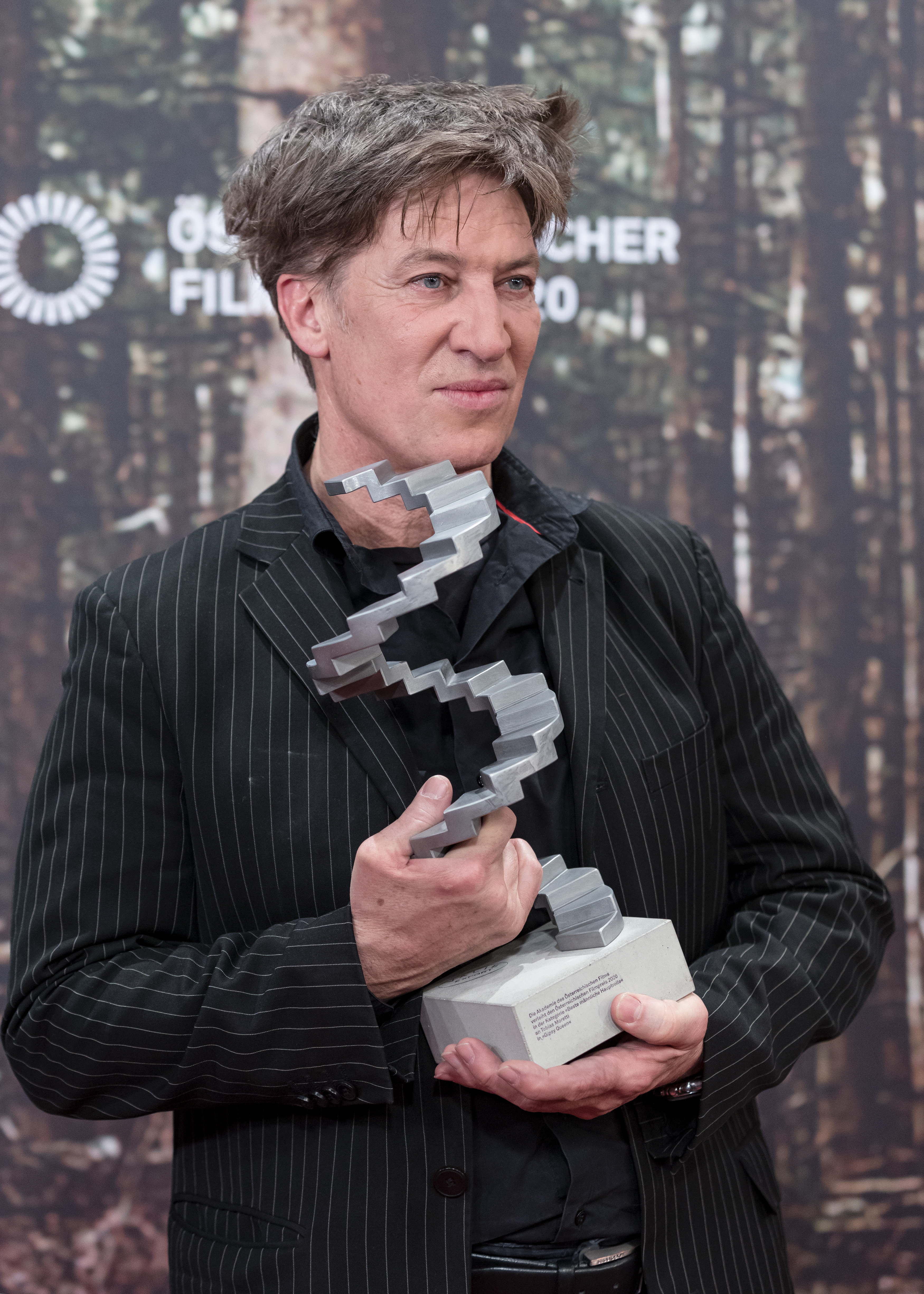
Tobias Moretti

### Bester männlicher Darsteller
- Tobias Moretti für Gipsy Queen
  - Georg Friedrich für  Kaviar
  - Valentin Hagg für Wie ich lernte, bei mir selbst Kind zu sein

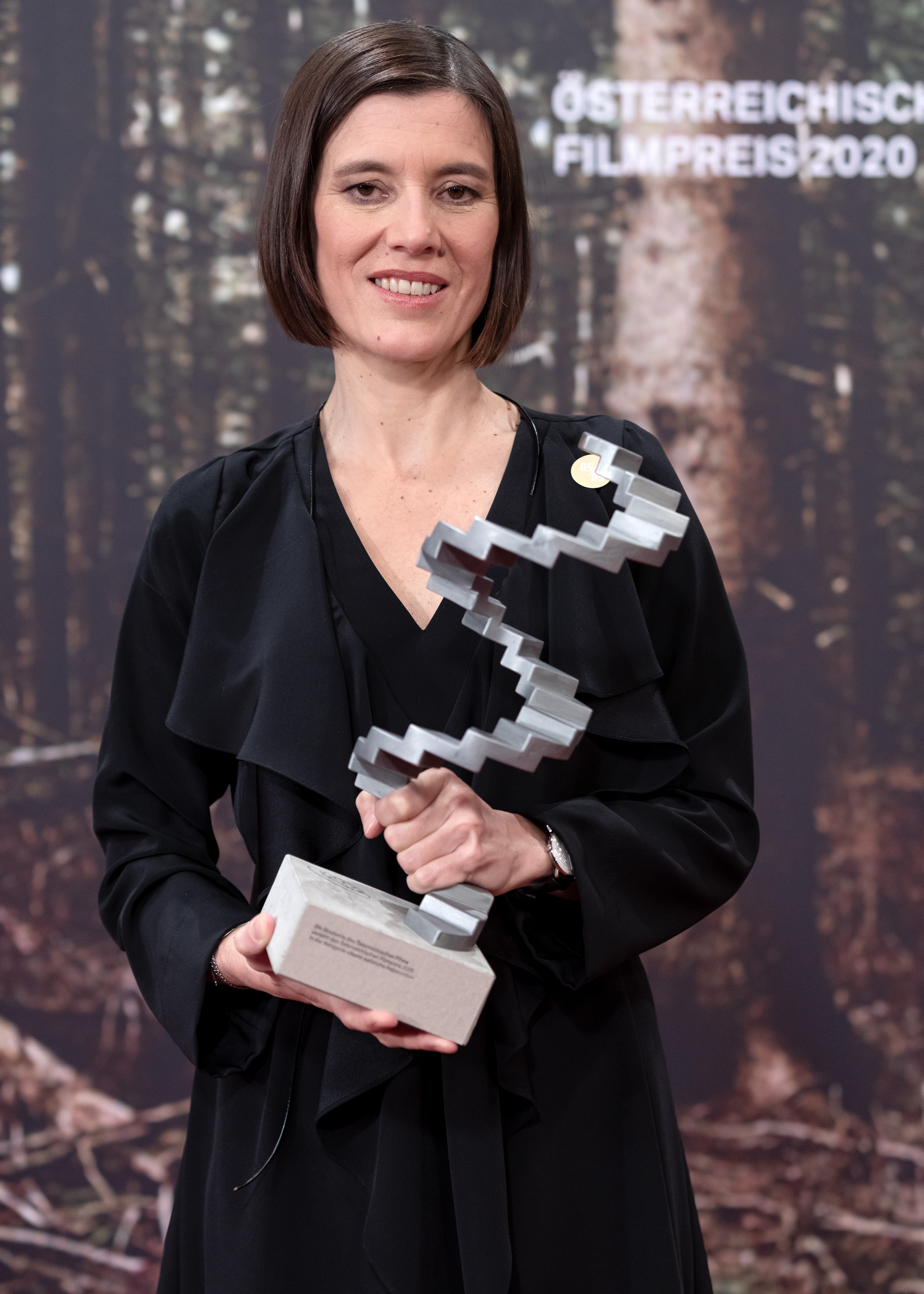
Pia Hierzegger

### Beste weibliche Nebenrolle
- Pia Hierzegger für Der Boden unter den Füßen
  - Gerti Drassl für Ein wilder Sommer – Die Wachausaga
  - Kerry Fox für Little Joe
  - Mavie Hörbiger für Der Boden unter den Füßen

### Beste männliche Nebenrolle
- Josef Hader für Nevrland
  - Wolfgang Hübsch für Nevrland
  - Heinz Trixner für Ein wilder Sommer – Die Wachausaga

### Beste Regie
- Sudabeh Mortezai für Joy
  - Jessica Hausner für Little Joe
  - Marie Kreutzer für Der Boden unter den Füßen

### Bestes Drehbuch
- Sudabeh Mortezai für Joy
  - Jessica Hausner und Geraldine Bajard für Little Joe
  - Hüseyin Tabak für Gipsy Queen

### Beste Kamera
- Jo Molitoris für Nevrland
  - Martin Gschlacht für Little Joe
  - Klemens Hufnagl für Joy
  - Leena Koppe für Der Boden unter den Füßen

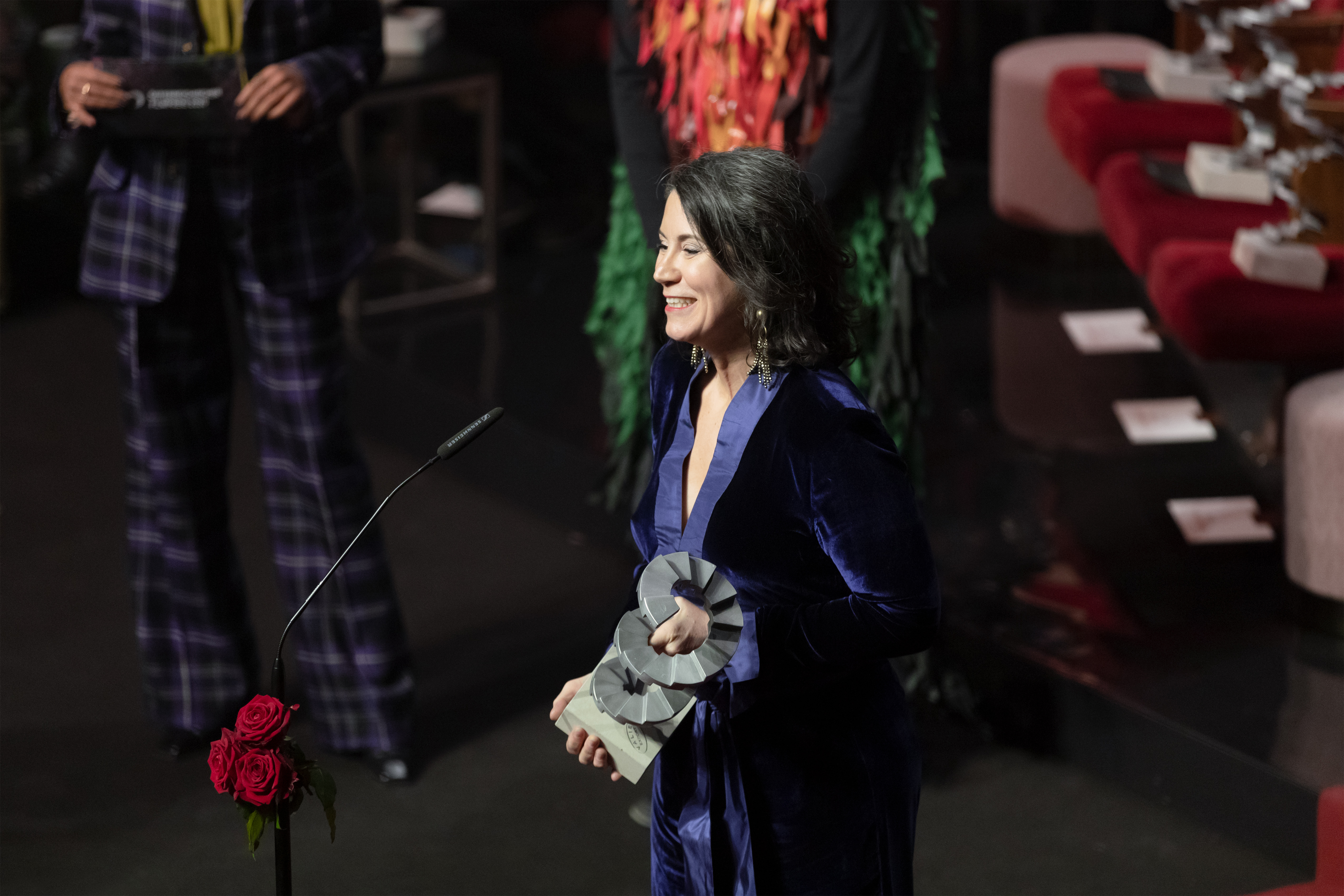
Christine Ludwig

### Bestes Kostümbild
- Christine Ludwig für Wie ich lernte, bei mir selbst Kind zu sein

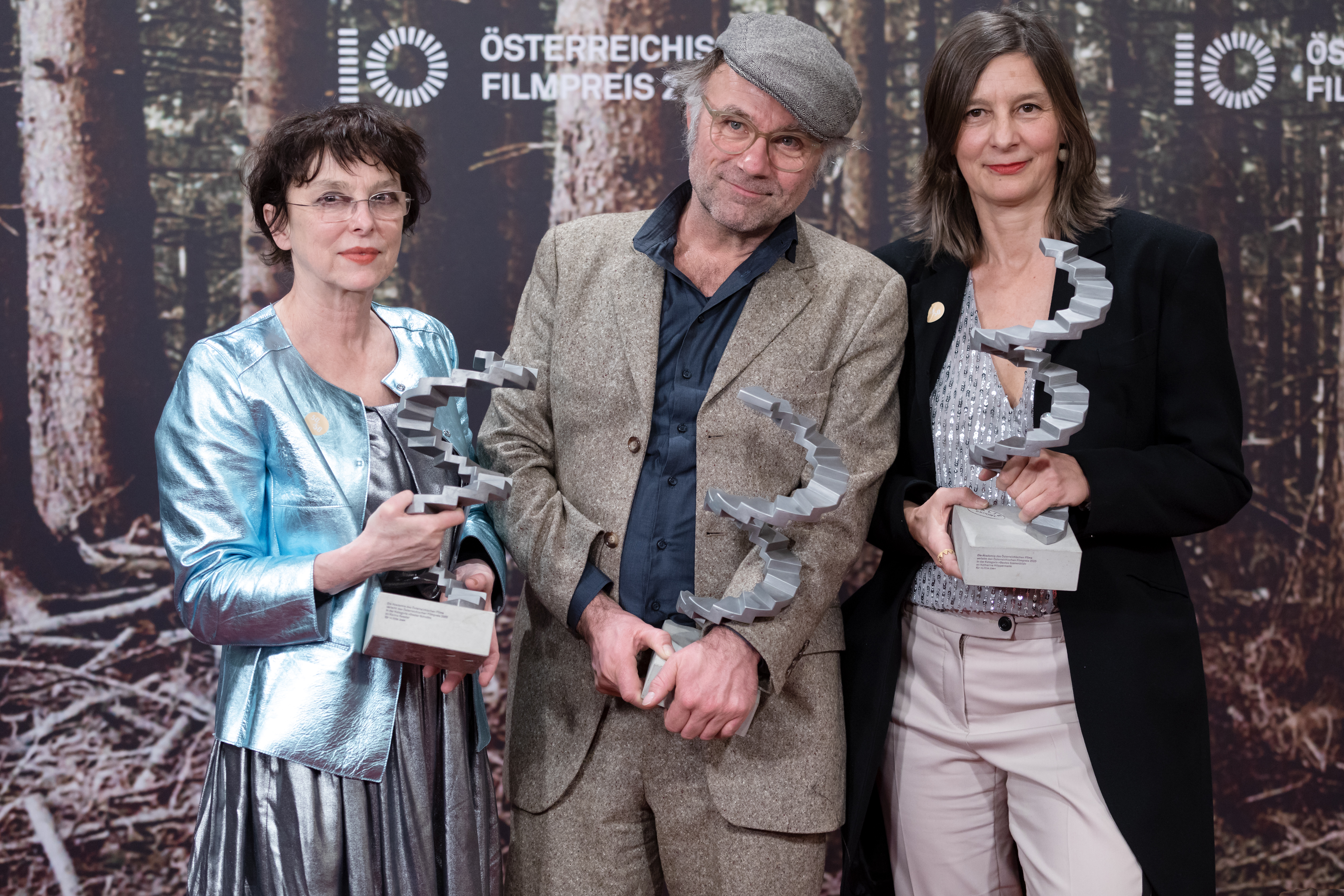
Karina Ressler, Heiko Schmidt und Katharina Wöppermann

  - Tanja Hausner für Little Joe
  - Carola Pizzini für Joy

### Beste Maske
- Heiko Schmidt für Little Joe
  - Sam Dopona für Kaviar
  - Helene Lang und Roman Braunhofer für Wie ich lernte, bei mir selbst Kind zu sein

### Beste Musik
- Wolfgang Mitterer für Die Kinder der Toten
  - Kyrre Kvam für Der Boden unter den Füßen
  - Karwan Marouf für Kaviar
  - Judit Varga für Gipsy Queen

### Bester Schnitt
- Karina Ressler für Little Joe
  - Gerd Berner für Nevrland
  - Peter Brunner für To the Night
  - Alarich Lenz für Nobadi

### Bestes Szenenbild
- Katharina Wöppermann für  Little Joe
  - Christoph Kanter für Kalte Füße
  - Conrad Moritz Reinhardt für Nevrland

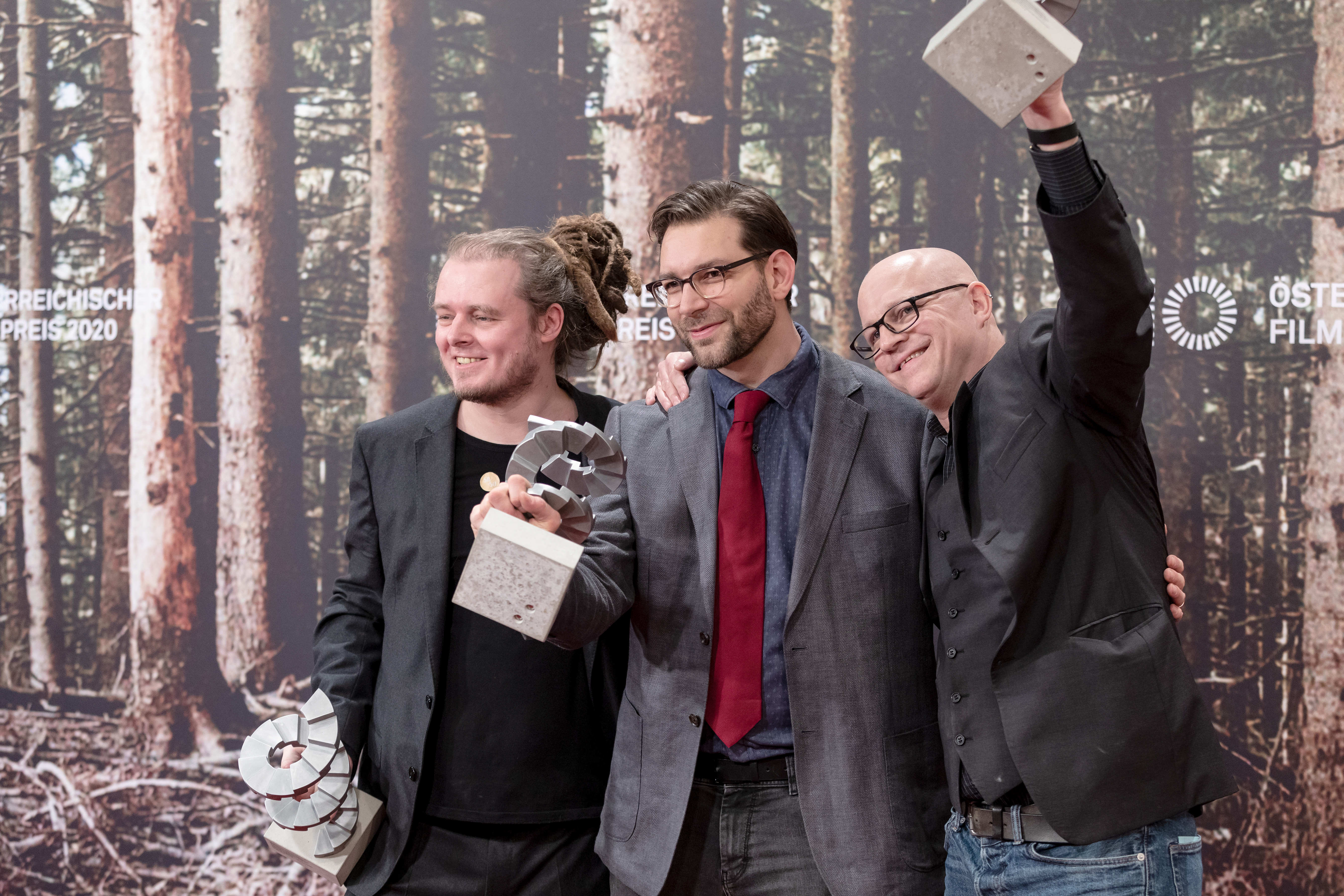
Thomas Pötz, Gregor Kienel und Rudolf Gottsberger

### Beste Tongestaltung
- Originalton: Gregor Kienel, Sounddesign: Thomas Pötz, Rudolf Gottsberger, Mischung: Thomas Pötz für Nevrland
  - Originalton: Pavel Cuzuioc, Simon Graf, Lenka Mikulová, Hjalti Bager-Jonathansson, Nora Czamler, Andreas Hamza, Eva Hausberger, Sounddesign: Florian Kindlinger, Mischung: Alexander Koller für Erde
  - Originalton: William Edouard Franck, Sounddesign: Philipp Mosser, Reinhard Schweiger, Mischung: Bernhard Maisch für Nobadi

### Publikumsstärkster Kinofilm
- Love Machine – Regie: Andreas Schmied, Produktion: Helmut Grasser, Verleih: Michael Stejskal (Filmladen Filmverleih)

### Ehrenpreis
- Josef Aichholzer